# Волтер Дик
Волтер Дик (Киркинтилох, 20. септембар 1905 – Лафајет, 24. јул 1989) био је фудбалски нападач, члан репрезентације САД на Светском првенству у фудбалу 1934. године. Дик је примљен у Кућу славних фудбала Нове Енглеске 1985. године  и у Националну кућу славних фудбала 1989. године.